# Liam Davison (gitarzysta)
Liam Davison (ur. 1967, zm. 2017) – angielski gitarzysta, członek zespołu Mostly Autumn.

## Życiorys
W Canon Lee Secondary School poznał Marca Atkinsona i Bryana Josha z którymi założył w 1995 zespół rockowy Mostly Autumn. Z tymże zespołem związany był do 2014 (z krótką przerwą w 2007). W 1998 z Mostly Autumn nagrał ich debiutancki album For All We Shared, a w kolejnych latach jeszcze 9 następnych albumów studyjnych grupy (odszedł przed nagraniem Dressed in Voices). W 2011 debiutował jako artysta solowy albumem pt. A Treasure Of Well Set Jewels.